# Brejinho
Brejinho est une municipalité brésilienne située dans l'État du Pernambouc.